# Carl Hesser
August Carl Hilding Hesser, född 11 maj 1879 i Normlösa församling, död 11 juni 1936, var en svensk läkare och anatom. Han var far till Torwald och Carl Magnus Hesser.
Hesser, som var son till godsägaren Oscar Peterson, blev medicine doktor 1914, prosektor 1911 och professor vid Karolinska institutet 1925. Hans gradualavhanding, Der Bindegewebsapparat und die glatte Muskulatur der Orbita beim Menschen, klarlade flera frågor rörande ögonhålornas anatomi och belyste exoftalmusproblet vid Basedows sjukdom. Främst arbetade Hesser med att klarlägga en del ställnings- och rörelseproblem. 
Han är begravd på Norra begravningsplatsen i Stockholm.